# Ectecephala tripunctata
Ectecephala tripunctata är en tvåvingeart som beskrevs av Aldrich 1923. Ectecephala tripunctata ingår i släktet Ectecephala och familjen fritflugor. Inga underarter finns listade i Catalogue of Life.